# 黄益平
黄益平（1964年3月—），中国银行家、经济学家，现任北京大学国家发展研究院教授和澳大利亚国立大学Crawford经济与政府学院教授。浙江余姚泗门人。曾任中国国务院农村发展研究中心发展研究所助理研究员、澳大利亚国立大学中国经济项目主任、哥伦比亚商学院General Mills国际客座教授、花旗集团董事总经理，亚太区首席经济学家。

## 生平
1984年，毕业于浙江农业大学（今浙江大学华家池校区），获得学士学位。1987年，获得中国人民大学经济学硕士学位。1994年，获得澳大利亚国立大学（澳洲国立大学）经济学博士学位。毕业后曾担任澳大利亚国立大学的中国经济项目主任。2000年5月，加盟花旗集团。先后担任花旗集团大中华区首席经济学家和亚太区首席经济学家等职。2009年2月从花旗集团离职。
2015年6月15日，任中国央行货币政策委员会委员。

## 著作
- 《没有奇迹的增长：解读改革时代的中国经济》（牛津大学出版社出版）
- 《摸索过河的最后几步：中国的企业和银行改革》（亚太出版社出版）
- 《中国农村改革：从机制入手》（剑桥大学出版社出版）